# Asthenotricha furtiva
Asthenotricha furtiva är en fjärilsart som beskrevs av Claude Herbulot 1960. Asthenotricha furtiva ingår i släktet Asthenotricha och familjen mätare. Inga underarter finns listade i Catalogue of Life.